# Saint-Mars-la-Brière
Pour les articles homonymes, voir Brière (homonymie) et Saint-Mars.
Saint-Mars-la-Brière [sɛ̃ maʁ la bʁijɛʁ] est une commune française, située dans le département de la Sarthe en région Pays de la Loire, peuplée de 2 712 habitants.
La commune fait partie de la province historique du Maine, et se situe dans le Haut-Maine.

## Géographie
La commune de Saint-Mars-la-Brière est traversée d’est en ouest par l'ancienne RN 23 Paris-Nantes déclassée en D 323, l'ancienne RN 157 Blois-Rennes déclassée en D 357, la voie ferrée Paris-Brest et l’autoroute Océane A11.
Elle est arrosée d’est en ouest par l’Huisne et un ruisseau de première catégorie pour la pêche, le Narais, dont le cours serpente du sud vers le nord-nord-est et va confluer dans l’Huisne au-dessous des papeteries du Bourray.
La commune est située à 15 km du Mans. La sortie d'autoroute la plus proche se situe à Champagné (4 km).

### Hameaux, lieux-dits et écarts
- Ahault
- Le Chalet
- Le Château
- La Chesnaye
- La Goberie
- Les Loudonneaux
- Saint-Denis du Tertre
- Les Fontaines

### Communes limitrophes
| Fatines, Saint-Corneille |                      | Montfort-le-Gesnois |
| Champagné                | Saint-Mars-la-Brière | Soulitré            |
| Changé                   | Parigné-l'Évêque     | Ardenay-sur-Merize  |

### Transports
La commune dispose d'une gare ferroviaire, située sur la ligne de Paris-Montparnasse à Brest.

### Climat
Pour des articles plus généraux, voir Climat des Pays de la Loire et Climat de la Sarthe.
En 2010, le climat de la commune est de type climat océanique dégradé des plaines du Centre et du Nord, selon une étude du CNRS s'appuyant sur une série de données couvrant la période 1971-2000. En 2020, Météo-France publie une typologie des climats de la France métropolitaine dans laquelle la commune est exposée à un climat océanique altéré et est dans la région climatique  Moyenne vallée de la Loire, caractérisée par une bonne insolation (1 850 h/an) et un été peu pluvieux.
Pour la période 1971-2000, la température annuelle moyenne est de 11 °C, avec une amplitude thermique annuelle de 14,5 °C. Le cumul annuel moyen de précipitations est de 686 mm, avec 11,2 jours de précipitations en janvier et 6,8 jours en juillet. Pour la période 1991-2020, la température moyenne annuelle observée sur la station météorologique de Météo-France la plus proche, sur la commune de Saint-Corneille à 5 km à vol d'oiseau, est de 12,0 °C et le cumul annuel moyen de précipitations est de 774,0 mm,. Pour l'avenir, les paramètres climatiques de la commune estimés pour 2050 selon différents scénarios d'émission de gaz à effet de serre sont consultables sur un site dédié publié par Météo-France en novembre 2022.

## Urbanisme

### Typologie
Au 1er janvier 2024, Saint-Mars-la-Brière est catégorisée bourg rural, selon la nouvelle grille communale de densité à sept niveaux définie par l'Insee en 2022.
Elle appartient à l'unité urbaine de Champagné, une agglomération intra-départementale regroupant trois  communes, dont elle est ville-centre,,. Par ailleurs la commune fait partie de l'aire d'attraction du Mans, dont elle est une commune de la couronne,. Cette aire, qui regroupe 144 communes, est catégorisée dans les aires de 200 000 à moins de 700 000 habitants,.

### Occupation des sols
L'occupation des sols de la commune, telle qu'elle ressort de la base de données européenne d’occupation biophysique des sols Corine Land Cover (CLC), est marquée par l'importance des forêts et milieux semi-naturels (60,8 % en 2018), en diminution par rapport à 1990 (61,8 %). La répartition détaillée en 2018 est la suivante : 
forêts (59,6 %), prairies (15,6 %), terres arables (9,1 %), zones agricoles hétérogènes (6,4 %), zones urbanisées (6 %), eaux continentales (1,6 %), milieux à végétation arbustive et/ou herbacée (1,2 %), zones industrielles ou commerciales et réseaux de communication (0,5 %). L'évolution de l’occupation des sols de la commune et de ses infrastructures peut être observée sur les différentes représentations cartographiques du territoire : la carte de Cassini (XVIIIe siècle), la carte d'état-major (1820-1866) et les cartes ou photos aériennes de l'IGN pour la période actuelle (1950 à aujourd'hui).

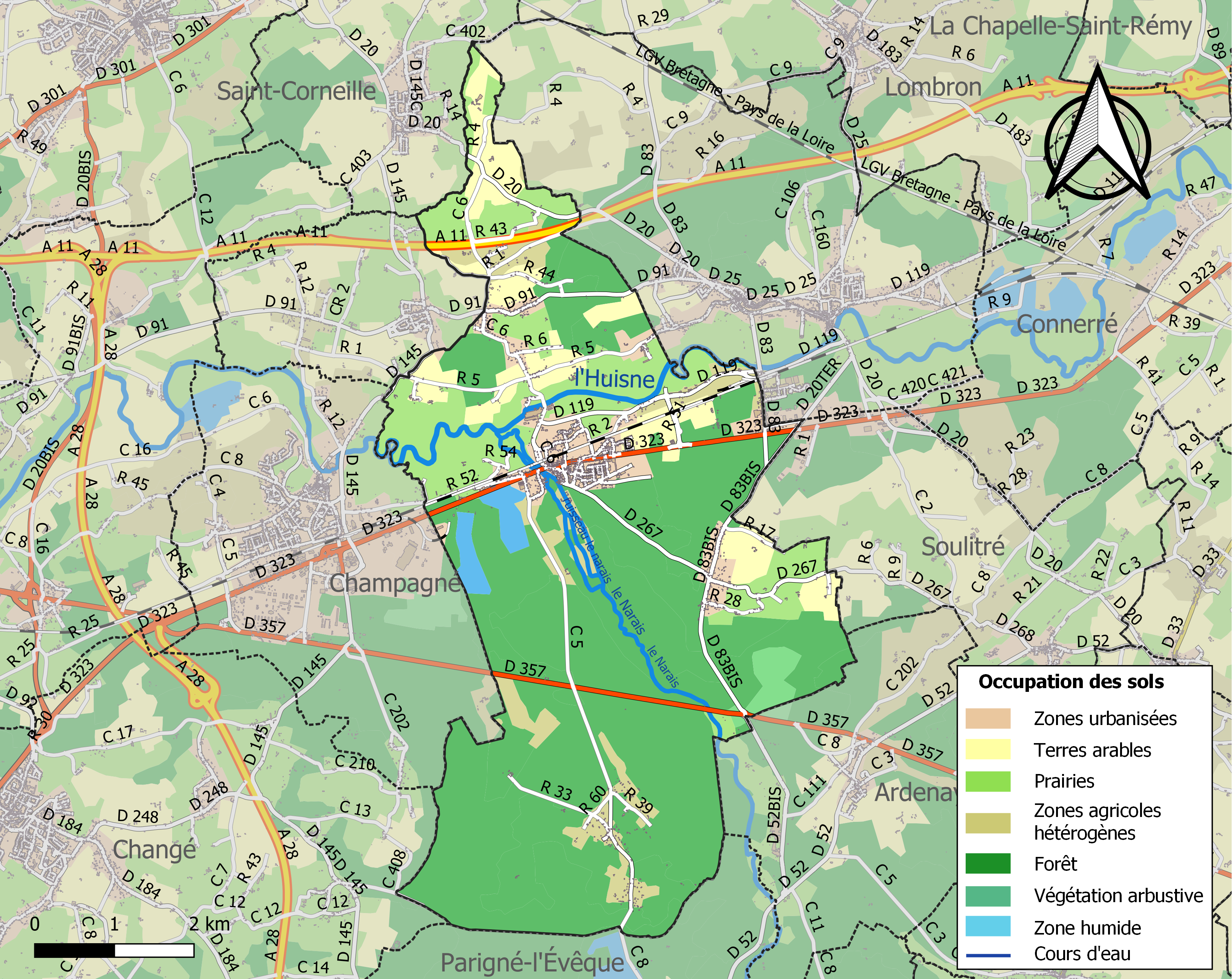
Carte des infrastructures et de l'occupation des sols de la commune en 2018 (CLC).

## Toponymie
Durant la Révolution, la commune porte le nom de Brière-de-l'Égalité.
Le gentilé est 'Briérois.

## Histoire
Saint-Mars bénéficie de sa position stratégique. Ainsi, le bourg est traversé par la route de Paris ce qui probablement favorise et dynamise l’activité industrielle.
Saint-Mars-la-Brière, déformation de Saint-Mars-la-Bruyère, s'est adjoint par le décret du 13 novembre 1809, le hameau de Saint-Denis-du-Tertre. La découverte de fragments de verre romain dans les déblais de la ligne de chemin de fer atteste la présence d'une population à Saint-Mars dès cette époque.
La seigneurie de la paroisse est annexée au château de Saint-Mars. Celui-ci, dont les origines remontent à l'époque médiévale, est possédé par de puissantes familles : il appartient, au XVIe siècle, à la maison de Laval-Boisdauphin et, au XVIIIe siècle, à la famille Bailly.

## Blasonnement
| Armes de Saint-Mars-la-Brière | Les armoiries de Saint-Mars-la-Brière se blasonnent ainsi : Écartelé : au premier et au quatrième d'azur à la croix ancrée d'argent, au second et au troisième émanché en pal de quatre pièces d'argent sur trois et deux demies de sable. |

## Politique et administration

### Liste des maires
| Période                                  | Période                   | Identité           | Étiquette | Qualité |
| ---------------------------------------- | ------------------------- | ------------------ | --------- | --- |
| Les données manquantes sont à compléter. |                           |                    |           | |
|                                          | 1941 (décès)              | Alphonse Sonnet    |           | Herbager, marchand de bestiaux Conseiller d'arrondissement (? → 1937)                                         |
| 1941                                     |                           | M. Rossignol       |           | Ancien adjoint au maire                                                                                       |
| Les données manquantes sont à compléter. |                           |                    |           | |
|                                          |                           | Léopold Rossignol  |           | |
| avant 1955                               | mars 1965                 | Louis Gaulupeau    |           | |
| mars 1965                                | mars 1971                 | André Robin        |           | |
| mars 1971                                | mars 1977                 | M. Coulée          |           | |
| mars 1977                                | mars 1983                 | Robert Vernhettes  | PS        | Technicien à la régie Renault                                                                                 |
| mars 1983                                | mars 1989                 | Marcel Charrier    |           | |
| mars 1989                                | mars 2001                 | Robert Vernhettes  | PS        | Technicien retraité                                                                                           |
| mars 2001                                | mars 2003, (décès)        | Lucien Fabre       | MGP       | Ingénieur commercial retraité                                                                                 |
| mai 2003                                 | mars 2014                 | Claude Drouaux     | DVG       | Retraité de la DDE                                                                                            |
| mars 2014                                | mars 2024                 | Patrice Vernhettes | DVG       | Commercial retraité Conseiller départemental de Savigné-l'Évêque (2020 → 2021)                                |
| mai 2024                                 | En cours (au 10 mai 2024) | Jackie Surut       | DVD       | Cadre dirigeant retraité Conseiller départemental suppléant (2021 → ) Élu à la suite d'une élection partielle |

## Démographie
L'évolution du nombre d'habitants est connue à travers les recensements de la population effectués dans la commune depuis 1793. Pour les communes de moins de 10 000 habitants, une enquête de recensement portant sur toute la population est réalisée tous les cinq ans, les populations de référence des années intermédiaires étant quant à elles estimées par interpolation ou extrapolation. Pour la commune, le premier recensement exhaustif entrant dans le cadre du nouveau dispositif a été réalisé en 2004.
En 2022, la commune comptait 2 712 habitants, en évolution de +0,97 % par rapport à 2016 (Sarthe : −0,25 %, France hors Mayotte : +2,11 %).
| 1793 | 1800 | 1806  | 1821  | 1831  | 1836  | 1841  | 1846  | 1851  |
| ---- | ---- | ----- | ----- | ----- | ----- | ----- | ----- | ----- |
| 804  | 816  | 1 011 | 1 293 | 1 483 | 1 583 | 1 622 | 1 609 | 1 642 |

| 1856  | 1861  | 1866  | 1872  | 1876  | 1881  | 1886  | 1891  | 1896  |
| ----- | ----- | ----- | ----- | ----- | ----- | ----- | ----- | ----- |
| 1 531 | 1 541 | 1 597 | 1 601 | 1 620 | 1 395 | 1 278 | 1 267 | 1 297 |

| 1901  | 1906  | 1911  | 1921  | 1926  | 1931  | 1936  | 1946  | 1954  |
| ----- | ----- | ----- | ----- | ----- | ----- | ----- | ----- | ----- |
| 1 263 | 1 244 | 1 290 | 1 245 | 1 275 | 1 286 | 1 314 | 1 315 | 1 393 |

| 1962  | 1968  | 1975  | 1982  | 1990  | 1999  | 2004  | 2006  | 2009  |
| ----- | ----- | ----- | ----- | ----- | ----- | ----- | ----- | ----- |
| 1 587 | 1 743 | 1 915 | 2 157 | 2 271 | 2 360 | 2 430 | 2 389 | 2 439 |

| 2014  | 2019  | 2022  | - | - | - | - | - | - |
| ----- | ----- | ----- | - | - | - | - | - | - |
| 2 626 | 2 698 | 2 712 | - | - | - | - | - | - |

## Économie
La commune abrite le siège social de la papeterie Arjowiggins le Bourray mise en liquidation judiciaire le 26 mars 2019 et qui employait près de 600 collaborateurs.

## Lieux et monuments

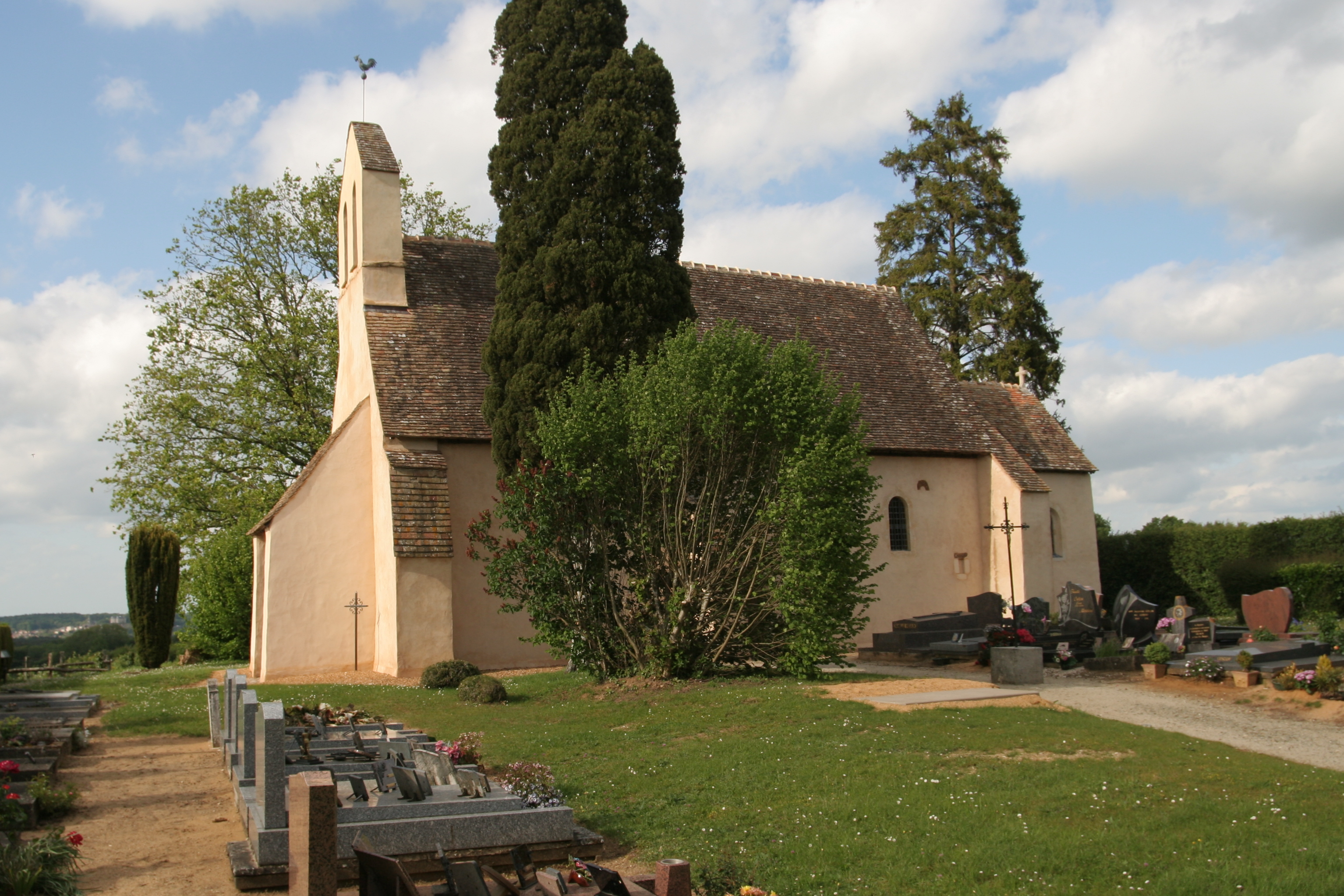
La chapelle Saint-Denis-du-Tertre.

- Château de Saint-Mars, des XVe et XVIIIe siècles, inscrit au titre des monuments historiques en 2001[27].
- Chapelle Saint-Denis-du-Tertre, des XIe et XVIIe siècles. Cette modeste chapelle entourée d’un petit cimetière est située à 3 km du centre de Saint-Mars-la-Brière, au sommet d’une colline. Des peintures sur bois ornent la voûte de la chapelle (vers le XIe siècle). Sur le pignon ouest de la chapelle s’élève un élégant clocher du XIe siècle, en campanile, à deux ouvertures en plein cintre. L’une des cloches date de 1875.
- Prieuré Saint-Mars-la-Bruyère.
- Église Saint-Médard, du XVIe siècle, avec ouvertures semi-ogivales et clocher en flèche.
- Station préhistorique située sur le camp d'Auvours à Saint-Mars-la-Brière, découverte en 1968 par Roger Guyot, est installée sur un plateau sableux dominant la vallée du Narais. Elle est constituée par un ensemble d'habitats. L'un de ceux-ci fut étudié de façon exemplaire par M. Allard, à partir de 1970. Ses fouilles ont mis en évidence de remarquables structures en pierres sèches délimitant un fond de cabane à peu près carré et le cloisonnant partiellement. Le matériel archéologique essentiellement lithique, abonde à l'intérieur de l'habitat. L'outillage est caractérisé par une profusion de lamelles, de pointes microlithiques, de burins, de grattoirs… se rapportant à un mode de vie purement paléolithique, basé sur la chasse (âge proche de 4600 ans av. J-C.).